# Acreichthys tomentosus
Acreichthys tomentosus är en fiskart som först beskrevs av Carl von Linné 1758.  Acreichthys tomentosus ingår i släktet Acreichthys och familjen filfiskar. Inga underarter finns listade i Catalogue of Life.

## Bildgalleri

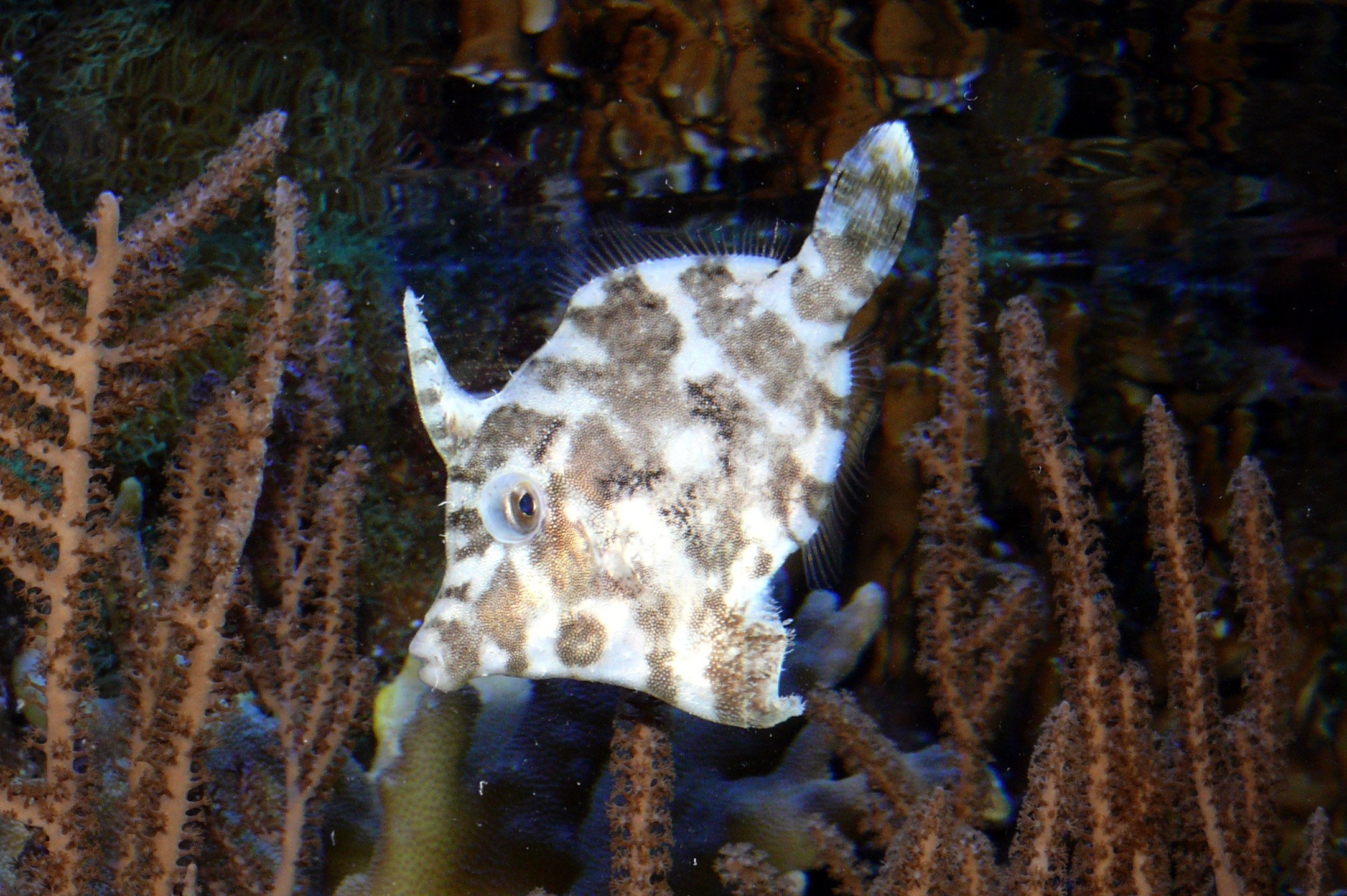